# مثلثات
مثلثات (به انگلیسی: Trigonometry) شاخه‌ای از ریاضیات است که روابط میان طول اضلاع و زاویه‌های مثلث را مطالعه می‌کند. نخستین کاربرد مثلثات در مطالعات اخترشناسی بوده‌است. اکنون مثلثات کاربردهای زیادی در زمینه‌های ریاضیات محض و کاربردی، فیزیک و… دارد.
بعضی از روش‌های بنیادی تحلیل، مانند تبدیل فوریه و معادلات موج، از توابع مثلثاتی برای توصیف رفتار تناوبی موجود در بسیاری از فرآیندهای فیزیکی استفاده می‌کنند. هم‌چنین مثلثات، پایهٔ علم نقشه‌برداری است.
ساده‌ترین کاربرد مثلثات در مثلث قائم‌الزاویه است. هر شکل هندسی دیگری را نیز می‌توان به مجموعه‌ای از مثلث‌های قائم‌الزاویه تبدیل کرد. شکل خاصی از مثلثات، مثلثات کروی است که برای مطالعهٔ مثلثات روی سطوح کروی و منحنی به کار می‌رود.

## تاریخچه
احتمالاً اولین بار مثلثات برای استفاده در نجوم ایجاد شده‌است.
خواجه نصیرالدین طوسی اولین کسی بود که مثلثات را بعنوان شاخه‌ای از ریاضیات معرفی کرد.
بتانی منجم مسلمان قرن دهم میلادی اولین کسی بود که فرمولهای مثلثاتی امروزی را ابداع کرد.
واژگان مثلثات در متون فارسی و عربی قدیم با امروزه تفاوت داشت:
| نام قدیم در فارسی | معنی نام  | نام امروزی |
| ----------------- | --------- | ---------- |
| جیب               | گریبان    | سینوس      |
| جیب تمام          | گریبان پُر | کسینوس     |
| ظل، ظل معکوس      | سایه      | تانژانت    |
| ظل تمام، ظل مستوی | سایه پُر   | کتانژانت   |
| قاطع، قطر ظل      | بُرنده     | سکانت      |
| قاطع تمام         | بُرنده پُر  | کسکانت     |

## کلیات

### تابع‌های اصلی مثلثات

اجزای مثلث قائم الزاویه

مجموع زاویه‌های داخلی مثلث برابر ۱۸۰ درجه است؛ بنابراین در مثلث قائم‌الزاویه با داشتن مقدار یک زاویه تند، می‌توان مقدار زاویه دیگر را به دست آورد. با مشخص بودن زاویه‌ها می‌توان نسبت میان اضلاع را یافت. به این ترتیب، اگر اندازهٔ یک ضلع معلوم باشد، اندازه دو ضلع دیگر قابل محاسبه است. نسبت میان اضلاع مثلث، با استفاده از توابع مثلثاتی زیر، محاسبه می‌شود. در شکل روبرو، برای زاویه تند A که مجاور وتر c و ضلع b و روبرو به ضلع a است، داریم:
- تابع سینوس که به صورت نسبت ضلع مقابل به وتر تعریف می‌شود: {\displaystyle \sin A={\frac {a}{\,c\,}}}
- تابع کسینوس که به صورت نسبت ضلع مجاور به وتر تعریف می‌شود: {\displaystyle \cos A={\frac {b}{\,c\,}}}
- تابع تانژانت که به صورت نسبت ضلع مقابل به ضلع مجاور تعریف می‌شود: {\displaystyle \tan A={\frac {a}{\,b\,}}={\frac {a}{\,c\,}}*{\frac {c}{\,b\,}}={\frac {a}{\,c\,}}/{\frac {b}{\,c\,}}={\frac {\sin A}{\cos A}}\,.}

توابع مثلثاتی برای زاویه B نیز به همین ترتیب قابل محاسبه هستند. از آن‌جایی که ضلع مقابل زاویه A مجاور زاویه B است و برعکس، سینوس یک زاویه برابر با کسینوس زاویهٔ دیگر است. به عبارت دیگر: {\displaystyle \sin A=\cos B} و {\displaystyle \cos A=\sin B}.
عکس تابع‌های بالا نیز با نام‌های سکانت (معکوس کسینوس)، کسکانت (معکوس سینوس) و کتانژانت (معکوس تانژانت) تعریف می‌شوند.
| سکانت:    | {\displaystyle \sec A={\frac {1}{\cos A}}={\frac {c}{b}}}                          |
| کسکانت:   | {\displaystyle \csc A={\frac {1}{\sin A}}={\frac {c}{a}}}                          |
| کتانژانت: | {\displaystyle \cot A={\frac {1}{\tan A}}={\frac {\cos A}{\sin A}}={\frac {b}{a}}} |

### دایره واحد مثلثاتی

نمایش تابع‌های مثلثاتی زاویه θ روی دایره واحد مثلثاتی

تابع‌های مثلثاتی برای زاویه‌های تند بر اساس رابطه‌های بالا محاسبه می‌شوند. برای زاویه‌های بزرگتر از ۹۰ درجه (π/۲ رادیان)، می‌توان از مفهوم دایره مثلثاتی بهره گرفت. در دایره مثلثاتی، هر زاویه‌ای از صفر تا ۳۶۰ درجه را می‌توان رسم کرد و تابع‌های مثلثاتی آن را به دست آورد. همان گونه که در شکل روبرو دیده می‌شود، تابع‌های مثلثاتی برای زاویه‌های بزرگتر از ۹۰ درجه را می‌توان به صورت تابعی از زاویه‌های کوچکتر از ۹۰ درجه، یافت. برای نمونه، تابع‌های مثلثاتی برای زاویه‌های ربع دوم دایره (۹۰ تا ۱۸۰ درجه) با دوران دایره مثلثاتی به میزان ۹۰ درجه، به صورت جدول زیر به دست می‌آیند:
| دوران π/۲ |
| --- |
| {\displaystyle {\begin{aligned}\sin(\theta +{\tfrac {\pi }{2}})&=+\cos \theta \\\cos(\theta +{\tfrac {\pi }{2}})&=-\sin \theta \\\tan(\theta +{\tfrac {\pi }{2}})&=-\cot \theta \\\csc(\theta +{\tfrac {\pi }{2}})&=+\sec \theta \\\sec(\theta +{\tfrac {\pi }{2}})&=-\csc \theta \\\cot(\theta +{\tfrac {\pi }{2}})&=-\tan \theta \end{aligned}}} |

### تناوب
تابع‌های مثلثاتی برای زاویه‌های بزرگتر از ۳۶۰ درجه (۲π) و کوچکتر از صفر درجه نیز تعریف می‌شوند. برای هر زاویه 'θ مقدار تابع، برابر با مقدار تابع برای زاویه θ درون دایره (‎۰<θ<۳۶۰) خواهد بود که در رابطه θ'=۳۶۰+۲kθ صدق کند؛ بنابراین تابع‌های مثلثاتی با یک تناوب مشخص تکرار می‌شوند. دوره تناوب تابع‌های تانژانت و کتانژانت، ۱۸۰ درجه (π) و دوره تناوب سایر تابع‌ها ۳۶۰ درجه (۲π) است.

### تابع وارون
برای تابع‌های مثلثاتی، تابع وارون در بازه مشخصی که شرط یک به یک بودن تابع برقرار باشد، تعریف می‌شود. این تابع‌ها متناظر با تابع اصلی، آرک‌سینوس، آرک‌کسینوس و آرک‌تانژانت نامیده می‌شوند.

### زاویه‌های مرزی
| ربع       | زاویه +                         | زاویه -                           |
| --------- | ------------------------------- | --------------------------------- |
| ربع اول   | {\displaystyle 0<\theta <90}    | {\displaystyle -360<\theta <-270} |
| ربع دوم   | {\displaystyle 90<\theta <180}  | {\displaystyle -270<\theta <-180} |
| ربع سوم   | {\displaystyle 180<\theta <270} | {\displaystyle -180<\theta <-90}  |
| ربع چهارم | {\displaystyle 270<\theta <360} | {\displaystyle -90<\theta <0}     |

## علامت توابع مثلثاتی در هر ناحیه دایره مثلثاتی
| نسبت‌های مثلثاتی            | ربع اول           | ربع دوم           | ربع سوم           | ربع چهارم         |
| -------------------------- | ----------------- | ----------------- | ----------------- | ----------------- |
| {\displaystyle sin\theta } | {\displaystyle +} | {\displaystyle +} | {\displaystyle -} | {\displaystyle -} |
| {\displaystyle cos\theta } | {\displaystyle +} | {\displaystyle -} | {\displaystyle -} | {\displaystyle +} |
| {\displaystyle tan\theta } | {\displaystyle +} | {\displaystyle -} | {\displaystyle +} | {\displaystyle -} |

## روابط اصلی
بعضی از رابطه‌های مثلثاتی برای همه زاویه‌ها بر قرار هستند که به این رابطه‌ها، اتحاد مثلثاتی گفته می‌شود. از جمله، برخی از این اتحادها در تعیین مشخصات مثلث (مانند مساحت و شعاع دایره محیطی) کاربرد دارند و برخی برای محاسبه تابع‌های مثلثاتی برای مجموع یا تفاضل دو زاویه مورد استفاده قرار می‌گیرند.

### اتحادهای فیثاغورس
اتحاد اصلی به صورت زیر است:
{\displaystyle \sin ^{2}A+\cos ^{2}A=1\ }
می‌توان از اتحاد بالا دو اتحاد دیگر را استخراج نمود:
{\displaystyle \sec ^{2}A-\tan ^{2}A=1\ }
{\displaystyle \csc ^{2}A-\cot ^{2}A=1\ }

### کاربرد اتحادها در مثلث

#### قانون سینوس‌ها
با استفاده از قانون سینوس‌ها در هر مثلث دلخواه، می‌توان با معلوم بودن اندازه یک ضلع و دو زاویه مجاور آن، اندازه دو ضلع دیگر را محاسبه نمود. هم‌چنین می‌توان مساحت مثلث (Δ) و شعاع دایره محیطی آن (R) را به دست آورد:
{\displaystyle {\frac {a}{\sin A}}={\frac {b}{\sin B}}={\frac {c}{\sin C}}=2R={\frac {abc}{2\Delta }}}
بر اساس اتحاد بالا، مساحت مثلث با معلوم بودن اندازه دو ضلع و زاویه میان آن‌ها از رابطه زیر، قابل محاسبه است:
{\displaystyle {\mbox{Area}}=\Delta ={\frac {1}{2}}ab\sin C.}

#### قانون کسینوس‌ها
با استفاده از قانون کسینوس‌ها در هر مثلث دلخواه، با معلوم بودن اندازه دو ضلع و زاویه میان آن‌ها، اندازه ضلع سوم به صورت زیر تعیین می‌شود:
{\displaystyle c^{2}=a^{2}+b^{2}-2ab\cos C,\,}

## نگارخانه

### رابطه‌های تبدیل زاویه
{\displaystyle \sin(A\pm B)=\sin A\ \cos B\pm \cos A\ \sin B}
{\displaystyle \cos(A\pm B)=\cos A\ \cos B\mp \sin A\ \sin B}
{\displaystyle \tan(A\pm B)={\frac {\tan A\pm \tan B}{1\mp \tan A\ \tan B}}}
{\displaystyle \cot(A\pm B)={\frac {\cot A\ \cot B\mp 1}{\cot B\pm \cot A}}}

## برخی روابط مثلثاتی
{\displaystyle \sin(2\alpha )=2sin(\alpha )cos(\alpha )}
{\displaystyle cos(2\alpha )=cos^{2}(\alpha )-sin^{2}(\alpha )=1/2(1-sin(2\alpha ))=1/2(1+cos(2\alpha ))}

### کتابشناسی
- احمد فیروزنیا (۱۳۸۲)، مثلثات، تهران: انتشارات مدرسه، شابک ۹۶۴-۳۸۵-۰۱۴-۵